# State of Origin 1988
Die State of Origin Series 1988 waren die neunte Ausgabe des Rugby-League-Turniers State of Origin. Es bestand aus drei Spielen, die zwischen dem 17. Mai und dem 21. Juni stattfanden. Queensland gewann die Series 3-0.

## Spiel 1
| 17. Mai | New South Wales Blues                                               | 18 : 26        | Queensland Maroons                                                        | Sydney Football Stadium, Sydney Zuschauer: 26.441 Schiedsrichter: Barry Gomersall |
| 17. Mai | Versuche: Ettingshausen, McGaw, O’Connor Erhöhungen: O’Connor (3/3) | (6:12) Bericht | Versuche: Langer (2), Belcher, Jackson, McIndoe Erhöhungen: Belcher (3/5) | Sydney Football Stadium, Sydney Zuschauer: 26.441 Schiedsrichter: Barry Gomersall |

| 1                  | Jonathan Docking     |
| 2                  | Brian Johnston       |
| 3                  | Mark McGaw           |
| 4                  | Michael O’Connor     |
| 5                  | Andrew Ettingshausen |
| 6                  | Cliff Lyons          |
| 7                  | Peter Sterling       |
| 8                  | Wayne Pearce         |
| 9                  | Noel Cleal           |
| 10                 | Steve Folkes         |
| 11                 | Steve Roach          |
| 12                 | Royce Simmons        |
| 13                 | Les Davidson         |
| Auswechselspieler: |                      |
| 14                 | Terry Lamb           |
| 15                 | David Trewhella      |

| 1                  | Garry Belcher         |
| 2                  | Alan McIndoe          |
| 3                  | Tony Currie           |
| 4                  | Gene Miles            |
| 5                  | Joe Kilroy            |
| 6                  | Peter Jackson         |
| 7                  | Allan Langer          |
| 8                  | Paul Vautin           |
| 9                  | Bob Lindner           |
| 10                 | Wally Fullerton-Smith |
| 11                 | Sam Backo             |
| 12                 | Greg Conescu          |
| 13                 | Martin Bella          |
| Auswechselspieler: |                       |
| 14                 | Brett French          |
| 15                 | Scott Tronc           |

## Spiel 2
| 31. Mai | Queensland Maroons                                                           | 16 : 6        | New South Wales Blues                         | Lang Park, Brisbane Zuschauer: 31.817 Schiedsrichter: Mick Stone |
| 31. Mai | Versuche: Backo, Langer Erhöhungen: Belcher (2/2) Straftritte: Belcher (2/2) | (4:6) Bericht | Versuche: O’Connor Erhöhungen: O’Connor (1/1) | Lang Park, Brisbane Zuschauer: 31.817 Schiedsrichter: Mick Stone |

| 1                  | Gary Belcher          |
| 2                  | Alan McIndoe          |
| 3                  | Peter Jackson         |
| 4                  | Gene Miles            |
| 5                  | Tony Currie           |
| 6                  | Wally Lewis           |
| 7                  | Allan Langer          |
| 8                  | Paul Vautin           |
| 9                  | Bob Lindner           |
| 10                 | Wally Fullerton-Smith |
| 11                 | Sam Backo             |
| 12                 | Greg Conescu          |
| 13                 | Martin Bella          |
| Auswechselspieler: |                       |
| 14                 | Brett French          |
| 15                 | Trevor Gillmeister    |

| 1                  | Garry Jack           |
| 2                  | John Ferguson        |
| 3                  | Mark McGaw           |
| 4                  | Michael O’Connor     |
| 5                  | Andrew Ettingshausen |
| 6                  | Terry Lamb           |
| 7                  | Peter Sterling       |
| 8                  | Paul Langmack        |
| 9                  | Steve Folkes         |
| 10                 | Wayne Pearce         |
| 11                 | Steve Roach          |
| 12                 | Ben Elias            |
| 13                 | Phil Daley           |
| Auswechselspieler: |                      |
| 14                 | Paul Dunn            |
| 15                 | Des Hasler           |

## Spiel 3
| 21. Juni | New South Wales Blues                                                   | 22 : 38         | Queensland Maroons                                                                    | Sydney Football Stadium, Sydney Zuschauer: 16.910 Schiedsrichter: Greg McCallum |
| 21. Juni | Versuche: Ferguson, Hanson, O’Connor, Pearce Erhöhungen: O’Connor (3/4) | (18:18) Bericht | Versuche: Backo (2), Belcher, French, Kilroy, Langer, Lewis Erhöhungen: Belcher (5/7) | Sydney Football Stadium, Sydney Zuschauer: 16.910 Schiedsrichter: Greg McCallum |

| 1                  | Garry Jack           |
| 2                  | John Ferguson        |
| 3                  | Mark McGaw           |
| 4                  | Michael O’Connor     |
| 5                  | Andrew Ettingshausen |
| 6                  | Cliff Lyons          |
| 7                  | Des Hasler           |
| 8                  | Paul Langmack        |
| 9                  | Wayne Pearce         |
| 10                 | Steve Folkes         |
| 11                 | Steve Roach          |
| 12                 | Ben Elias            |
| 13                 | Steve Hanson         |
| Auswechselspieler: |                      |
| 14                 | Noel Cleal           |
| 15                 | Greg Florimo         |

| 1                  | Gary Belcher          |
| 2                  | Alan McIndoe          |
| 3                  | Tony Currie           |
| 4                  | Peter Jackson         |
| 5                  | Joe Kilroy            |
| 6                  | Wally Lewis           |
| 7                  | Allan Langer          |
| 8                  | Paul Vautin           |
| 9                  | Bob Lindner           |
| 10                 | Wally Fullerton-Smith |
| 11                 | Sam Backo             |
| 12                 | Greg Conescu          |
| 13                 | Martin Bella          |
| Auswechselspieler: |                       |
| 14                 | Brett French          |
| 15                 | Trevor Gillmeister    |

## Man of the Match
| Spiel | Man of the Match |
| ----- | ---------------- |
| 1     | Allan Langer     |
| 2     | Sam Backo        |
| 3     | Sam Backo        |